# Strugi (herb szlachecki)

Herb Strugi (wersja szlachecka).

Strugi – polski herb szlachecki, nadany w zaborze rosyjskim.

## Blazonowanie
W polu czerwonym trzy srebrne rzeki ukośne w prawo. W klejnocie pięć piór strusich: trzy czerwone i dwa srebrne. W odmianie baronowskiej na wstędze pod tarczą słowo "Labor".

## Historia
Herb nadany w roku 1868 Leopoldowi Stanisławowi Kronenbergowi wraz z dziedzicznym szlachectwem. Nazwa herbu ma pochodzić od miejscowości Strugi w guberni warszawskiej. 
Leopold Julian Kronenberg otrzymał w roku 1897 od Mikołaja II tytuł baronowski.

## Herbowni
Kronenberg